# トヨトミの世襲
『トヨトミの世襲』（トヨトミのせしゅう）は、梶山三郎による日本の企業小説。長編小説。トヨトミシリーズ第3作（最終作）。
『週刊ポスト』（小学館）2021年11月19・26日号から12月10日号まで『トヨトミの暗雲』（トヨトミのあんうん）のタイトルで連載された後、大幅な加筆、修正を施し『トヨトミの世襲』に改題されたうえ、2023年11月30日に小学館から単行本が刊行された。
パンデミックで販売台数を激減させる巨大自動車企業で創業一族の社長が息子に社長職を世襲させようと画策する中、メーカー主導による再編で揺れるディーラーでの不祥事、難航するスマートシティ構想の2020年から2023年にかけての内幕が描かれる。

## あらすじ
未曾有のパンデミックが世界を襲う中、豊臣統一が社長を務める巨大自動車会社トヨトミも生き残りをかけた大胆なEV（電気自動車）シフトを余儀なくされる。時を同じく統一は来るべき将来に向け、息子の翔太にトヨトミ自動車の社長を引き継がせるべく世襲の障害となる役員たちをグループ企業へと追いやるが、ディーラー再編を発端とする「不祥事」や、トヨトミのスマートシティ構想「フューチャーシティ」の停滞により、トヨトミの未来に暗雲が立ち込める。そんな中、かつて雲雀ケ丘歌劇団の女優として名を馳せ、「トヨトミの母」と呼ばれる謎めいた老婦人・住谷佳代の存在が浮かび上がる。彼女の背後にはトヨトミの運命を左右する「豊臣家の秘密」が隠されていた。

## 登場人物

### 主要人物
豊臣 統一（とよとみ とういち）
トヨトミ自動車八代目社長。豊臣家の総領息子。64歳。城南義塾大卒。
ボストン留学でMBAを取得し証券会社で海外に駐在後、トヨトミ自動車に中途入社している。
息子・翔太へのトヨトミ自動車社長の世襲を盤石にするため周囲をイエスマンで固め、オウンドメディアでプロパガンダを行う。
豊臣 翔太（とよとみ しょうた）
統一の息子。34歳。トヨトミのソフトウェア開発会社「TRINITY」マネージャー→副CEO。
父と同様、海外留学と外資系証券会社勤務を経てトヨトミ自動車に入社。トヨトミのスマートシティ「フューチャーシティ」を統括する。

### 豊臣家
トヨトミ自動車の創業一族。
豊臣 清美（とよとみ きよみ）
統一夫人。財閥系大銀行の頭取令嬢。
豊臣 凛子（とよとみ りんこ）
翔太夫人。26歳。関急電鉄の創業一族・松山家の令嬢。元・雲雀ケ丘歌劇団の女優・美剣凛（みつるぎ りん）。
豊臣 新太郎（とよとみ しんたろう）
統一の父。名誉会長（トヨトミ自動車三代目社長）。2012年に脳梗塞に倒れ、下半身に障害が残り車椅子生活。
豊臣 麗子（とよとみ れいこ）
新太郎の妻。統一の母。豊臣家の女帝。皇室にも繋がる財閥の出身。筋金入りのセレブ志向。
豊臣 太助（とよとみ たすけ）
豊臣製鋼所の創業者。トヨトミグループ創始者。
豊臣 勝一郎（とよとみ かついちろう）
トヨトミ自動車初代社長。
豊臣 史郎（とよとみ しろう）
トヨトミ自動車中興の祖。豊臣の分家出身。トヨトミ自動車二代目社長。
豊臣 芳夫（とよとみ よしお）
新太郎会長の実弟。トヨトミ自動車四代目社長。

### 統一の関係者
トモコ・プリンセス
ドラァグクーン。新宿2丁目のママそのままの遠慮会釈のない物言いで人気のタレント。元ゲイ雑誌の編集者。身長180センチ、体重180キロ。
バラエティー番組のロケで統一と親しくなり、それ以来定期的に食事会を開く仲で「トヨトミ福祉財団」の理事も務める。
伊勢 孝良（いせ たかよし）
歌舞伎役者。実質的には動画コマーシャルのオウンドメディア「トヨトミニュース」の編集長を務める。
武田 剛平（たけだ ごうへい）
トヨトミ自動車五代目社長。東商大商学部卒。自販出身。柔道七段。筑豊の炭鉱事業主の息子。
社長在任時、トヨトミの持ち株会社化を推し進めようとし、時の会長新太郎の逆鱗に触れ社長の座を退く。
丹波 進（たんば すすむ）
トヨトミ自動車七代目社長。経営企画や秘書室、海外戦略部、広報宣伝という社内官僚の王道を歩んできた能吏。
田臥 満津夫（たぶせ みつお）
統一の義父（清美の父）。元・三友銀行頭取。
飯山 夏帆（いいやま かほ）
統一の個人秘書。統一の愛人。元イベントコンパニオン。
内海 加奈子（うつみ かなこ）
統一のかつての愛人。故人。元レースクイーン。

### 雫
名古屋財界の「夜の商工会議所」と呼ばれた名古屋・錦の高級クラブ
住谷 佳代（すみたに かよ）
伝説のマダム。別名「トヨトミの母」。83歳。元・雲雀ケ丘歌劇団のトップ女優。
体調を崩し店を引退後、出身地の和歌山に移り住む。
住谷 昭一（すみたに しょういち）
佳代の息子。60歳前後。痩身。東京で建築士をしていたが、引退した母に代わり「雫」を引き継ぐ。

### トヨトミ自動車
林 公平（はやし こうへい）
筆頭副社長。統一の右腕。忠臣のトップ。事実上のナンバー2。元・尾張電子副会長で統一の信頼から70歳という年齢で副社長に招聘される。
ディーラー再編、コスト削減、コロナ対応など多岐にわたる実務を切り盛りする。
寺内 春人（てらうち はると）
副社長。情報セキュリティ部門、新規事業部門、トヨトミシステム担当。モータースポーツなどを通じた統一の遊び仲間。
永山 俊（ながやま しゅん）
広報担当役員。統一を支える忠臣。城南義塾大卒。広告引き上げをちらつかせ意にそわない記事の修正や掲載ストップを要求し、報道に圧力をかける。
河村 元（かわむら はじめ）
副会長。67歳。
郡 正義（こおり まさよし）
顧問。元警視庁長官。EVに対する法整備や統一から翔太への世襲を有利に進める布石として、トヨトミが天下りを受け入れたと見なされている。
沼平義雄
トヨトミ自動車の購買部長。 健一の父親。転籍してトヨトミ製鋼にいたが、息子の健一が翔太を通じた「子の七光り」でトヨトミに復帰している。
村本（むらもと）
元EV開発のエースエンジニア。EV関連で自分よりメディアで注目されることを統一が気に食わないと汲んだ人事部の差配で、立川自動車に出向させられる。
松本 雄三（まつもと ゆうぞう）
人事部。林の指示で経理部主計室のエリートたちを他部署に追いやるが、自身もトヨトミ九州に出向となる。
広畑 寿郎（ひろはた としろう）
アフリカ営業部。統一の姉・美賀子と経産官僚・広畑泰寿の息子（統一の甥、祥太の従兄）。
トヨトミ本体で順調にキャリアを積んできたが祖父・新太郎との思い出話を社内で吹聴していたのを知った統一が怒り、アフリカに左遷される。
照市 茂彦（てるいち しげひこ）
副社長。「プロメテスウ・ネオ」の開発責任者。技術だけでなくマネジメントにも長け、人望も厚い人物。
技術者へのリスペクトの強いトヨトミにおいて、「新太郎以来のエンジニア出身社長」になるのでは見なされる「ポスト統一」の有力候補。

### トヨトミグループ
豊臣 博芳（とよとみ ひろよし）
尾張電子常務→尾張電子サービス顧問。豊臣芳夫（トヨトミ自動車四代目社長）の息子。統一の従弟。分家の中でも抜きんでて優秀な人物。
常務まで昇進するが、統一がトヨトミ社長就任時に真偽不明の女性関係や経費不正流用の醜聞が広まり、尾張電子サービスへ出向となる。
沼平 健一（ぬまひら けんいち）
「TRINITY」社員。翔太がラリーに出場する際、コ・ドライバーを務めるなど親しい間柄。
帝都大学法学部卒で国家公務員のキャリア試験を成績上位でパスするが経産省の誘いを断りトヨトミに入社している。
ジム・ハイフナー
「TRINITY」CEO。AIのスペシャリストで人型ロボットのソフトウェア開発の世界的権威。
花本 誠志郎（はなもと せいしろう）
「トヨトミ・トラクション」社長。上海自動車公司の車載モーターコンペに負け、織田電子に受注を取られたと林に報告する。

### 織田電子
滋賀県彦根市に本社を置く売上高1兆円を超える日本を代表する電機メーカー。
織田 善吉（おだ ぜんきち）
創業者。代表取締役会長。76歳。超ワンマン経営者。会社の世襲には批判的。
独自の嗅覚と判断基準で会社を見る株式投資とM&Aの名手。倹約精神で社内の無駄を徹底的に削る。
織田 歳三（おだ としぞう）
善吉の三男。コンサルティング会社を経営。かつてJOCVでラテンアメリカの貧困地域の教育支援に携わり、スペインのコンサルで働いていた。
父権を振りかざす善吉と折り合いが悪く、15歳の冬に家出し東京の定時制高校に通い、大学は奨学金を受けて卒業している。
星 渉（ほし わたる）
CEO。元ヤマト自動車専務執行役員→副最高執行責任者。善吉に実力を認められCEOに勧誘される。元航空自衛隊二等空尉。
津田 昌志（つだ まさし）
星が織田電子に入る際にヤマト自動車から引き抜いてきた星の片腕。
村越 一郎（むらこし いちろう）
星の前任のCEO。エグゼクティブ・リサーチ「頂」からの紹介で2018年に大手銀行からやってきたが業績が停滞したことで副CEOに降格される。
小梶 隆英（こかじ たかひで）
専務取締役。創業メンバーのひとり。織田の定時制高校時代からの親友。番頭として社員と織田をつなぐ潤滑剤の役割を果たす。
善吉に呼び出された星に、会長室に掛けられた掛け軸の梅の木にとまっていた鳥は何だったかを訊ねる。
杉本（すぎもと）
生産調査部部長。高卒からの叩き上げ。朝7時から夜10時まで働き続けるタフさが評価され部長に昇格している。
土屋（つちや）
車載用モーター事業部の若手社員。国立洛北大学工学部卒。

### Eフラット
EVの開発・生産を行う京都・洛北大の学内ベンチャー。ファブレス製造業。
唐池 真一郎（からいけ しんいちろう）
創業者。ヤマト自動車時代の星の部下。ヤマトで20年エンジニアを務めEフラットを起業する。洛北大大学院で工学を専攻。
先輩であった星を頼り、織田電子へ配送用小型EVトラックの開発協力を求める。
三輪 明良（みわ あきら）
社員。元トヨトミ自動車開発部のエースエンジニア。

### GFLホールディングス
企業の物流機能を一括して引き受ける急成長中の運送会社。
佐伯 泰造（さえき たいぞう）
社長。身長185センチ、体重120キロはあるかと思われる熊のような大男。
ESG投資に対応するために配送センターから届け先までのラストワンマイルを担う配送トラックのEV化を急ぐ。

### 山陽ベアリング
広島県福山市の自動車用ベアリングのメーカー。織田電子が買収予定。
山口 則文（やまぐち よりふみ）
二代目社長。49歳。創業者の故・山口広俊の息子。真っ黒に日焼けした顔によく鍛えられた引き締まった体躯。城南義塾大卒。
三田村 寛（みたむら ひろし）
副社長。53歳。叩き上げの職人。

### 大日本製鉄
野口 幸成（のぐち ゆきなり）
社長。東商大学商学部卒。社費留学でハーバード大学 行政大学院で学ぶ。鹿児島出身。
政治家や官僚のネゴにも動じない剛腕の叩き上げで、トヨトミへの鋼材価格を原材料のインフレを理由に値上げ交渉する。
のちにトヨトミと中国の鉄鋼メーカー・上海鉄鋼集団公司を特許侵害で東京地検に訴え、それぞれに300億円の損害賠償と製造・販売差し止めを求める。

### ディーラー・販売店
横井 一則（よこい かずのり）
尾張モーターズ傘下の「トヨネット」長久手店営業部（元車両整備部）。
必要な検査工程を飛ばす会社ぐるみの不正車検が横行していると日商新聞に内部告発する。
保科 道康（ほしな みちやす）
「レッツトヨトミ名古屋」社長。恰幅のいい男。城南義塾大卒。短く切り込んだごま塩頭で地味な印象。
保科 圭吾（ほしな けいご）
「レッツトヨトミ名古屋」の役員。道康の弟。経営論の著述や料理研究家、バリトン歌手としてウィーンのオペラ座にも立った趣味人。
日商の記者・高杉に「住谷佳代のことは嗅ぎ回らないほうがいい」と警告する。
菅谷（すがや）
「深谷トヨネット」元社長。親子2代でトヨトミのディーラーで成功を収めるが、販売報奨金目当ての不正が監査で発覚し辞任する。
トヨトミの監査チームがやってきた前週、ラリー出場で統一に勝利し、その帰路、統一の愛車を擦ってしまった経緯があった。
畑中 恭平（はたなか きょうへい）
尾張モーターズ営業部副部長。特徴的なわし鼻と一重瞼の眠たげな眼。白髪交じりの癖毛。
塚原 保（つかはら たもつ）
「塚原カーサービス」経営者。高杉の義兄（高杉の姉の夫）。クルマの整備や修理、軽自動車・中古車の販売を行う。
「名義貸し」した尾張モーターズが暴力団・春日組に高級車を販売したため、愛知県警から任意同行を求められる。

### ヤマト自動車
カール・ゴンザレス
元会長。1999年の倒産危機にフランスの自動車メーカー・アルノーから送り込まれ、人員削減でV字回復を成し遂げる。
しかし350億円もの不正な役員報酬の受け取り、社費での豪遊で西山たち日本人取締役が経産省に内通し、金融商品取引法違反で東京地検特捜部に逮捕される。
西山 謙（にしやま けん）
ゴンザレス失脚後の社長兼CEO。ゴンザレス追放クーデターの首謀者。社内ルールに反し不正に役員報酬を多く受け取り、就任3か月で退任に追い込まれる。

### 日商新聞
高杉 文乃（たかすぎ あやの）
名古屋支社産業情報部（自動車担当トヨトミ番）の記者。29歳。入社6年目。名古屋出身。
コロナ禍によるトヨトミの業績予想を「営業利益九割減」と記事にしたことで統一の怒りを買う。
安本 明（やすもと あきら）
東京本社産業情報部デスク。のちの編集員。八王子市出身。
武藤 エリ（むとう エリ）
デジタル特報部記者。32歳。高杉の先輩。女を武器にネタや出世を手に入れるタイプの記者。
4年前、花形部署の経済部から出世コースのワシントン支局に異動、昨年帰国し、名古屋支社に配属される。
近藤 晴彦（こんどう はるひこ）
情報部記者。27歳。入社5年目。高杉の後輩。元社会部。大学時代、アメフトで日本一になっている。
吉住 豊彦（よしずみ とよひこ）
社長。67歳。
山田 康介（やまだ こうすけ）
名古屋支社代表。
周防 幹二郎（すおう かんじろう）
参与。元社長。82歳。
多野木 聡（たのき さとし）
嘱託記者。通称「古ダヌキ」。自動車業界紙からの転職組。

### ジャーナリスト
森川 俊介（もりかわ しゅんすけ）
元テレビ朝陽アナウンサー。トヨトミへ転職し、オウンドメディア「トヨトミニュース」に出演する。

### 実業家
松山 孝吉（まつやま こうきち）
関急電鉄創業者。松山凛子の曽祖父。
タイロン・マークス
シリコンバレーのEVメーカーであるコスモ・モーターズCEO。

### 政府・行政
八尾 博（やお ひろし）
経済産業省審議官。55歳。帝都大学法学部卒。国のEV政策に深く関わる人物。
田所 誠（たどころ まこと）
静岡県裾野市の市長。裾野市出身の59歳。帝都大学教育学部卒業後、市民運動で鳴らし都内でいくつかの会社を経営していた。
トヨトミの「フューチャーシティ」反対を訴え市長に当選し、「超未来都市据沼構想」を終了させる。

### その他
涌井 麗蘭（わくい れいら）
豊臣凛子の親友。雲雀ケ丘歌劇団の団員。東海地方のひつまぶしチェーン「わくい屋」の社長令嬢。

## 豊臣家・家系図
|  |  |                                                      |                                                      |                                                      |                                                      |                                                      |                                                      |  |  |                                   |                                   |                                   |                                   |                                   |                                   |  |  |                                     |                                     |                                     |                                     |                                     |                                     |  |  |                                   |                                   |                                   |                                   |                                   |                                   |  |  |                                         |                       |                       |                       |                         |                         |                         |                         |                         |                         |  |  |      |      |      |      |      |      |
|  |  |                                                      |                                                      |                                                      |                                                      |                                                      |                                                      |  |  |                                   |                                   |                                   |                                   |                                   |                                   |  |  |                                     |                                     |                                     |                                     |                                     |                                     |  |  | 広畑泰寿 経産官僚                 |                                   |                                   |                                   |                                   |                                   |  |  |                                         |                       |                       |                       |                         |                         |                         |                         |                         |                         |  |  |      |      |      |      |      |      |
|  |  |                                                      |                                                      |                                                      |                                                      |                                                      |                                                      |  |  |                                   |                                   |                                   |                                   |                                   |                                   |  |  |                                     |                                     |                                     |                                     |                                     |                                     |  |  |                                   |                                   |                                   |                                   |                                   |                                   |  |  | 広畑寿太郎 トヨトミ自動車アフリカ営業部 |                       |                       |                       |                         |                         |                         |                         |                         |                         |  |  |      |      |      |      |      |      |
|  |  |                                                      |                                                      |                                                      |                                                      |                                                      |                                                      |  |  |                                   |                                   |                                   |                                   |                                   |                                   |  |  |                                     |                                     |                                     |                                     |                                     |                                     |  |  |                                   |                                   |                                   |                                   |                                   |                                   |  |  |                                         |                       |                       |                       |                         |                         |                         |                         |                         |                         |  |  |      |      |      |      |      |      |
|  |  |                                                      |                                                      |                                                      |                                                      |                                                      |                                                      |  |  |                                   |                                   |                                   |                                   |                                   |                                   |  |  | 豊臣新太郎 トヨトミ自動車三代目社長 | 豊臣新太郎 トヨトミ自動車三代目社長 | 豊臣新太郎 トヨトミ自動車三代目社長 | 豊臣新太郎 トヨトミ自動車三代目社長 | 豊臣新太郎 トヨトミ自動車三代目社長 | 豊臣新太郎 トヨトミ自動車三代目社長 |  |  | 美賀子 統一の姉                   | 美賀子 統一の姉                   | 美賀子 統一の姉                   | 美賀子 統一の姉                   | 美賀子 統一の姉                   | 美賀子 統一の姉                   |  |  |                                         |                       |                       |                       |                         |                         |                         |                         |                         |                         |  |  |      |      |      |      |      |      |
|  |  |                                                      |                                                      |                                                      |                                                      |                                                      |                                                      |  |  |                                   |                                   |                                   |                                   |                                   |                                   |  |  | 豊臣新太郎 トヨトミ自動車三代目社長 | 豊臣新太郎 トヨトミ自動車三代目社長 | 豊臣新太郎 トヨトミ自動車三代目社長 | 豊臣新太郎 トヨトミ自動車三代目社長 | 豊臣新太郎 トヨトミ自動車三代目社長 | 豊臣新太郎 トヨトミ自動車三代目社長 |  |  | 美賀子 統一の姉                   | 美賀子 統一の姉                   | 美賀子 統一の姉                   | 美賀子 統一の姉                   | 美賀子 統一の姉                   | 美賀子 統一の姉                   |  |  |                                         |                       |                       |                       |                         |                         |                         |                         |                         |                         |  |  |      |      |      |      |      |      |
|  |  |                                                      |                                                      |                                                      |                                                      |                                                      |                                                      |  |  |                                   |                                   |                                   |                                   |                                   |                                   |  |  |                                     |                                     |                                     |                                     |                                     |                                     |  |  |                                   |                                   |                                   |                                   |                                   |                                   |  |  |                                         |                       |                       |                       |                         |                         |                         |                         |                         |                         |  |  |      |      |      |      |      |      |
|  |  |                                                      |                                                      |                                                      |                                                      |                                                      |                                                      |  |  |                                   |                                   |                                   |                                   |                                   |                                   |  |  |                                     |                                     |                                     |                                     |                                     |                                     |  |  |                                   |                                   |                                   |                                   |                                   |                                   |  |  |                                         |                       |                       |                       |                         |                         |                         |                         |                         |                         |  |  |      |      |      |      |      |      |
|  |  |                                                      |                                                      |                                                      |                                                      |                                                      |                                                      |  |  |                                   |                                   |                                   |                                   |                                   |                                   |  |  | 麗子 皇室にも繋がる財閥出身         | 麗子 皇室にも繋がる財閥出身         | 麗子 皇室にも繋がる財閥出身         | 麗子 皇室にも繋がる財閥出身         | 麗子 皇室にも繋がる財閥出身         | 麗子 皇室にも繋がる財閥出身         |  |  | 豊臣統一 トヨトミ自動車八代目社長 | 豊臣統一 トヨトミ自動車八代目社長 | 豊臣統一 トヨトミ自動車八代目社長 | 豊臣統一 トヨトミ自動車八代目社長 | 豊臣統一 トヨトミ自動車八代目社長 | 豊臣統一 トヨトミ自動車八代目社長 |  |  |                                         |                       |                       |                       |                         |                         |                         |                         |                         |                         |  |  |      |      |      |      |      |      |
|  |  |                                                      |                                                      |                                                      |                                                      |                                                      |                                                      |  |  |                                   |                                   |                                   |                                   |                                   |                                   |  |  | 麗子 皇室にも繋がる財閥出身         | 麗子 皇室にも繋がる財閥出身         | 麗子 皇室にも繋がる財閥出身         | 麗子 皇室にも繋がる財閥出身         | 麗子 皇室にも繋がる財閥出身         | 麗子 皇室にも繋がる財閥出身         |  |  | 豊臣統一 トヨトミ自動車八代目社長 | 豊臣統一 トヨトミ自動車八代目社長 | 豊臣統一 トヨトミ自動車八代目社長 | 豊臣統一 トヨトミ自動車八代目社長 | 豊臣統一 トヨトミ自動車八代目社長 | 豊臣統一 トヨトミ自動車八代目社長 |  |  |                                         |                       |                       |                       |                         |                         |                         |                         |                         |                         |  |  |      |      |      |      |      |      |
|  |  |                                                      |                                                      |                                                      |                                                      |                                                      |                                                      |  |  |                                   |                                   |                                   |                                   |                                   |                                   |  |  |                                     |                                     |                                     |                                     |                                     |                                     |  |  |                                   |                                   |                                   |                                   |                                   |                                   |  |  |                                         |                       |                       |                       |                         |                         |                         |                         |                         |                         |  |  |      |      |      |      |      |      |
|  |  |                                                      |                                                      |                                                      |                                                      |                                                      |                                                      |  |  | 豊臣勝一郎 トヨトミ自動車初代社長 | 豊臣勝一郎 トヨトミ自動車初代社長 | 豊臣勝一郎 トヨトミ自動車初代社長 | 豊臣勝一郎 トヨトミ自動車初代社長 | 豊臣勝一郎 トヨトミ自動車初代社長 | 豊臣勝一郎 トヨトミ自動車初代社長 |  |  | 田臥津夫 三友銀行 頭取              | 田臥津夫 三友銀行 頭取              | 田臥津夫 三友銀行 頭取              | 田臥津夫 三友銀行 頭取              | 田臥津夫 三友銀行 頭取              | 田臥津夫 三友銀行 頭取              |  |  |                                   |                                   |                                   |                                   |                                   |                                   |  |  | 豊臣翔太 TRINITY副CEO                   | 豊臣翔太 TRINITY副CEO | 豊臣翔太 TRINITY副CEO | 豊臣翔太 TRINITY副CEO | 豊臣翔太 TRINITY副CEO   | 豊臣翔太 TRINITY副CEO   |                         |                         |                         |                         |  |  |      |      |      |      |      |      |
|  |  |                                                      |                                                      |                                                      |                                                      |                                                      |                                                      |  |  | 豊臣勝一郎 トヨトミ自動車初代社長 | 豊臣勝一郎 トヨトミ自動車初代社長 | 豊臣勝一郎 トヨトミ自動車初代社長 | 豊臣勝一郎 トヨトミ自動車初代社長 | 豊臣勝一郎 トヨトミ自動車初代社長 | 豊臣勝一郎 トヨトミ自動車初代社長 |  |  | 田臥津夫 三友銀行 頭取              | 田臥津夫 三友銀行 頭取              | 田臥津夫 三友銀行 頭取              | 田臥津夫 三友銀行 頭取              | 田臥津夫 三友銀行 頭取              | 田臥津夫 三友銀行 頭取              |  |  |                                   |                                   |                                   |                                   |                                   |                                   |  |  | 豊臣翔太 TRINITY副CEO                   | 豊臣翔太 TRINITY副CEO | 豊臣翔太 TRINITY副CEO | 豊臣翔太 TRINITY副CEO | 豊臣翔太 TRINITY副CEO   | 豊臣翔太 TRINITY副CEO   |                         |                         |                         |                         |  |  |      |      |      |      |      |      |
|  |  |                                                      |                                                      |                                                      |                                                      |                                                      |                                                      |  |  |                                   |                                   |                                   |                                   |                                   |                                   |  |  |                                     |                                     |                                     |                                     |                                     |                                     |  |  | 清美 財閥系銀行令嬢               |                                   |                                   |                                   |                                   |                                   |  |  |                                         |                       |                       |                       |                         |                         |                         |                         |                         |                         |  |  |      |      |      |      |      |      |
|  |  |                                                      |                                                      |                                                      |                                                      |                                                      |                                                      |  |  |                                   |                                   |                                   |                                   |                                   |                                   |  |  |                                     |                                     |                                     |                                     |                                     |                                     |  |  |                                   |                                   |                                   |                                   |                                   |                                   |  |  |                                         |                       |                       |                       |                         |                         |                         |                         |                         |                         |  |  |      |      |      |      |      |      |
|  |  |                                                      |                                                      |                                                      |                                                      |                                                      |                                                      |  |  | 妻 総合商社創業・中村家           | 妻 総合商社創業・中村家           | 妻 総合商社創業・中村家           | 妻 総合商社創業・中村家           | 妻 総合商社創業・中村家           | 妻 総合商社創業・中村家           |  |  | 妻                                  | 妻                                  | 妻                                  | 妻                                  | 妻                                  | 妻                                  |  |  |                                   |                                   |                                   |                                   |                                   |                                   |  |  |                                         |                       |                       |                       |                         |                         |                         |                         |                         |                         |  |  |      |      |      |      |      |      |
|  |  |                                                      |                                                      |                                                      |                                                      |                                                      |                                                      |  |  | 妻 総合商社創業・中村家           | 妻 総合商社創業・中村家           | 妻 総合商社創業・中村家           | 妻 総合商社創業・中村家           | 妻 総合商社創業・中村家           | 妻 総合商社創業・中村家           |  |  | 妻                                  | 妻                                  | 妻                                  | 妻                                  | 妻                                  | 妻                                  |  |  |                                   |                                   |                                   |                                   |                                   |                                   |  |  |                                         |                       |                       |                       | 松山家 関急電鉄・創業家 | 松山家 関急電鉄・創業家 | 松山家 関急電鉄・創業家 | 松山家 関急電鉄・創業家 | 松山家 関急電鉄・創業家 | 松山家 関急電鉄・創業家 |  |  | 凛子 | 凛子 | 凛子 | 凛子 | 凛子 | 凛子 |
|  |  |                                                      |                                                      |                                                      |                                                      |                                                      |                                                      |  |  |                                   |                                   |                                   |                                   |                                   |                                   |  |  |                                     |                                     |                                     |                                     |                                     |                                     |  |  |                                   |                                   |                                   |                                   |                                   |                                   |  |  |                                         |                       |                       |                       | 松山家 関急電鉄・創業家 | 松山家 関急電鉄・創業家 | 松山家 関急電鉄・創業家 | 松山家 関急電鉄・創業家 | 松山家 関急電鉄・創業家 | 松山家 関急電鉄・創業家 |  |  | 凛子 | 凛子 | 凛子 | 凛子 | 凛子 | 凛子 |
|  |  | 豊臣太助 豊臣製鋼所・創業者 トヨトミ・グループ創始者 | 豊臣太助 豊臣製鋼所・創業者 トヨトミ・グループ創始者 | 豊臣太助 豊臣製鋼所・創業者 トヨトミ・グループ創始者 | 豊臣太助 豊臣製鋼所・創業者 トヨトミ・グループ創始者 | 豊臣太助 豊臣製鋼所・創業者 トヨトミ・グループ創始者 | 豊臣太助 豊臣製鋼所・創業者 トヨトミ・グループ創始者 |  |  |                                   |                                   |                                   |                                   |                                   |                                   |  |  | 豊臣芳夫 トヨトミ自動車四代目社長   | 豊臣芳夫 トヨトミ自動車四代目社長   | 豊臣芳夫 トヨトミ自動車四代目社長   | 豊臣芳夫 トヨトミ自動車四代目社長   | 豊臣芳夫 トヨトミ自動車四代目社長   | 豊臣芳夫 トヨトミ自動車四代目社長   |  |  |                                   |                                   |                                   |                                   |                                   |                                   |  |  |                                         |                       |                       |                       |                         |                         |                         |                         |                         |                         |  |  |      |      |      |      |      |      |
|  |  | 豊臣太助 豊臣製鋼所・創業者 トヨトミ・グループ創始者 | 豊臣太助 豊臣製鋼所・創業者 トヨトミ・グループ創始者 | 豊臣太助 豊臣製鋼所・創業者 トヨトミ・グループ創始者 | 豊臣太助 豊臣製鋼所・創業者 トヨトミ・グループ創始者 | 豊臣太助 豊臣製鋼所・創業者 トヨトミ・グループ創始者 | 豊臣太助 豊臣製鋼所・創業者 トヨトミ・グループ創始者 |  |  |                                   |                                   |                                   |                                   |                                   |                                   |  |  | 豊臣芳夫 トヨトミ自動車四代目社長   | 豊臣芳夫 トヨトミ自動車四代目社長   | 豊臣芳夫 トヨトミ自動車四代目社長   | 豊臣芳夫 トヨトミ自動車四代目社長   | 豊臣芳夫 トヨトミ自動車四代目社長   | 豊臣芳夫 トヨトミ自動車四代目社長   |  |  |                                   |                                   |                                   |                                   |                                   |                                   |  |  |                                         |                       |                       |                       |                         |                         |                         |                         |                         |                         |  |  |      |      |      |      |      |      |
|  |  |                                                      |                                                      |                                                      |                                                      |                                                      |                                                      |  |  |                                   |                                   |                                   |                                   |                                   |                                   |  |  |                                     |                                     |                                     |                                     |                                     |                                     |  |  | 豊臣博芳 尾張電子セールス顧問     |                                   |                                   |                                   |                                   |                                   |  |  |                                         |                       |                       |                       |                         |                         |                         |                         |                         |                         |  |  |      |      |      |      |      |      |
|  |  |                                                      |                                                      |                                                      |                                                      |                                                      |                                                      |  |  |                                   |                                   |                                   |                                   |                                   |                                   |  |  |                                     |                                     |                                     |                                     |                                     |                                     |  |  |                                   |                                   |                                   |                                   |                                   |                                   |  |  |                                         |                       |                       |                       |                         |                         |                         |                         |                         |                         |  |  |      |      |      |      |      |      |
|  |  | 妻                                                   | 妻                                                   | 妻                                                   | 妻                                                   | 妻                                                   | 妻                                                   |  |  |                                   |                                   |                                   |                                   |                                   |                                   |  |  | 妻                                  | 妻                                  | 妻                                  | 妻                                  | 妻                                  | 妻                                  |  |  |                                   |                                   |                                   |                                   |                                   |                                   |  |  |                                         |                       |                       |                       |                         |                         |                         |                         |                         |                         |  |  |      |      |      |      |      |      |
|  |  | 妻                                                   | 妻                                                   | 妻                                                   | 妻                                                   | 妻                                                   | 妻                                                   |  |  | 次男                              |                                   |                                   |                                   |                                   |                                   |  |  | 妻                                  | 妻                                  | 妻                                  | 妻                                  | 妻                                  | 妻                                  |  |  |                                   |                                   |                                   |                                   |                                   |                                   |  |  |                                         |                       |                       |                       |                         |                         |                         |                         |                         |                         |  |  |      |      |      |      |      |      |
|  |  |                                                      |                                                      |                                                      |                                                      |                                                      |                                                      |  |  |                                   |                                   |                                   |                                   |                                   |                                   |  |  |                                     |                                     |                                     |                                     |                                     |                                     |  |  |                                   |                                   |                                   |                                   |                                   |                                   |  |  |                                         |                       |                       |                       |                         |                         |                         |                         |                         |                         |  |  |      |      |      |      |      |      |
|  |  |                                                      |                                                      |                                                      |                                                      |                                                      |                                                      |  |  |                                   |                                   |                                   |                                   |                                   |                                   |  |  | 豊臣史郎 トヨトミ自動車二代目社長   |                                     |                                     |                                     |                                     |                                     |  |  |                                   |                                   |                                   |                                   |                                   |                                   |  |  |                                         |                       |                       |                       |                         |                         |                         |                         |                         |                         |  |  |      |      |      |      |      |      |
|  |  |                                                      |                                                      |                                                      |                                                      |                                                      |                                                      |  |  |                                   |                                   |                                   |                                   |                                   |                                   |  |  |                                     |                                     |                                     |                                     |                                     |                                     |  |  |                                   |                                   |                                   |                                   |                                   |                                   |  |  |                                         |                       |                       |                       |                         |                         |                         |                         |                         |                         |  |  |      |      |      |      |      |      |
|  |  |                                                      |                                                      |                                                      |                                                      |                                                      |                                                      |  |  | 妻                                |                                   |                                   |                                   |                                   |                                   |  |  |                                     |                                     |                                     |                                     |                                     |                                     |  |  |                                   |                                   |                                   |                                   |                                   |                                   |  |  |                                         |                       |                       |                       |                         |                         |                         |                         |                         |                         |  |  |      |      |      |      |      |      |
|  |  |                                                      |                                                      |                                                      |                                                      |                                                      |                                                      |  |  |                                   |                                   |                                   |                                   |                                   |                                   |  |  |                                     |                                     |                                     |                                     |                                     |                                     |  |  |                                   |                                   |                                   |                                   |                                   |                                   |  |  |                                         |                       |                       |                       |                         |                         |                         |                         |                         |                         |  |  |      |      |      |      |      |      |

## 作中の自動車メーカー
- トヨトミ自動車 - 売上高29兆2千億万円、営業利益2兆1千億円（2019年3月末）を誇る、愛知県に本社を置く世界トップクラスの自動車メーカー。
- サワダ自動車 - 沢田宗太郎が一代で築き上げた世界的自動車メーカー。70年代、世界に先駆けカリフォルニア州の環境規制に適合するエンジンを開発する。
- ヤマト自動車 - 神奈川に拠点を置く日本の自動車メーカー。経営危機に陥るが仏自動車メーカー・アルノーの資本注入で倒産を免れる。
- コスモ・モーターズ - 2008年に世界初の完全電動自動車を発売したシリコンバレーに本拠地を置くEVメーカー。
- MYG（民亜自動車公司） - 中国のEVメーカー。
- ドイチェ・ファーレン - ドイツの自動車メーカー。排ガス規制でディーゼルエンジンの不正が発覚、世界販売台数を落とし中国企業と共同でZEVに舵を切る。
- ヴォルフ - ドイツの高級車メーカー。
- ウォード・モーター - アメリカの自動車メーカー。「ビッグスリー」の一角。創業一族のウォード家が全株式の40パーセントを握る。
- アルノー - フランスの自動車メーカー。1999年、倒産寸前だったヤマト自動車を救済し、世界第2位の自動車会社連合を作り上げる。

## 書誌情報
- 単行本：小学館、2023年11月30日、ISBN 978-4-09-386700-9

| 回     | サブタイトル | 初出                               |
| ------ | ------------ | ---------------------------------- |
| 第1回  | 内部告発     | 『週刊ポスト』2021年11月19・26日号 |
| 第2回  | 共食い       | 『週刊ポスト』2021年12月3日号      |
| 最終回 | 名義貸し     | 『週刊ポスト』2021年12月10日号     |

『トヨトミの暗雲』のタイトルで連載され、大幅な加筆、修正を施し単行本化の際、『トヨトミの世襲』に改題。